# SC Neubrandenburg
Der SC Neubrandenburg (SCN) ist ein deutscher Sportverein, der seinen Sitz in der Stadt Neubrandenburg in Mecklenburg-Vorpommern hat. Er ist für mehrere deutsche Meister, Europa- und Weltmeister sowie Olympiasieger bekannt.

## Geschichte
Am 13. Dezember 1961 hatte der Deutsche Turn- und Sportbund der DDR (DTSB) beschlossen, zur Leistungssteigerung des Sports hinsichtlich der Olympischen Spiele 1964 in den bisher sportlich unterentwickelten Bezirken Neubrandenburg, Potsdam und Cottbus neue Sportklubs zu gründen. Daraufhin wurde am 1. Mai 1962 der SC Neubrandenburg (SCN) zunächst mit den Sektionen Fußball und Leichtathletik gegründet. Auf einer vorbereitenden Wahlversammlung am 27. April 1962 war Horst Rünger als erster Vorsitzender gewählt worden, die eigentliche Gründungsversammlung fand am 27. April 1962 statt.
Im Juni 2015 hatte der SC Neubrandenburg 1615 Mitglieder und bot u. a. folgende Sportarten an: 
- Leichtathletik
- Kanurennsport
- Triathlon
- Volleyball
- Tanzen
- Behindertensport
- Fußball
- Gesundheitssport, Breitensport, und Seniorensport
- Kindersport

Vereinspräsident ist seit 2005 Heinrich Nostheide. Die wichtigste Wettkampfstätte ist das Neubrandenburger Friedrich-Ludwig-Jahn-Stadion. Der Wurftrainer Dieter Kollark und der Mehrkampf-Bundestrainer Klaus Baarck arbeiten dort als Trainer des SCN.

Historisches Logo des SC Neubrandenburg (bis 1965)

### Fußball von 1962 bis 1965
Als ein wesentliches Standbein des neuen Sportklubs wurde 1962 die Fußballsektion der BSG Turbine Neubrandenburg in den SCN eingegliedert. Der Club übernahm in der laufenden Spielzeit deren Platz in der drittklassigen II. DDR-Liga. Am Ende der Saison stieg die Mannschaft in die I. DDR-Liga auf und bereits eine Spielzeit später konnte die Mannschaft 1964 in die DDR-Oberliga aufsteigen, erreichte dort aber nur den vorletzten Platz und stieg postwendend wieder ab. Inzwischen hatte der DTSB den Sport abermals neu organisiert, die Fußballsektionen aus den Sportklubs herausgelöst und sie in Fußballklubs umgewandelt. Davon wurden jedoch die leistungsschwachen Sektionen der Sportklubs in Neubrandenburg, Potsdam und Cottbus ausgenommen, und so mussten sich die Neubrandenburger mit der weniger förderungswürdigen Betriebssportgemeinschaft Post Neubrandenburg abfinden, die nach einem Zwischenspiel als „FSV“ am 26. April 1966 gegründet wurde. Zu den bekanntesten Spielern des SCN gehören Erich Hamann (später 3 Länderspiele für Vorwärts Berlin), Siegfried Nathow (159 Oberligaspiele in Stendal und Erfurt) und Meinhard Uentz (später Mannschaftskapitän bei Union Berlin).

### Kanu seit 1966
Am 5. Mai 1966 kam mit dem Kanusport eine weitere Sektion hinzu, die zum DDR-weiten Schwerpunkt ausgebaut wurde. Die Kanuten entwickelten sich zur mit Abstand erfolgreichsten Sektion mit 7 olympischen Goldmedaillen und 45 Weltmeistertiteln (darunter Rüdiger Helm als zweimaliger Olympiasieger und elfmaliger Weltmeister sowie Andreas Dittmer mit drei Olympiasiegen und acht Weltmeistertiteln).

### Leichtathletik
Die Leichtathleten holten mit Astrid Kumbernuss (Kugelstoßen), Franka Dietzsch (Diskus), Katrin Krabbe (Sprint), Christine Wachtel, Sigrun Wodars (800 m) und Brigitte Köhn (400 m) vier Olympiasiege und sieben Weltmeistertitel.

Bis Anfang der 1990er Jahre trainierte Thomas Springstein die Sprinterinnen Katrin Krabbe und Grit Breuer, bevor er nach Doping-Vorwürfen zum SC Magdeburg wechselte.

### Triathlon
Im Trikot der Abteilung Triathlon geht die mehrfache Deutsche Meisterin, Weltcup-Gesamtsiegerin von 2005 und Olympiateilnehmerin Anja Dittmer an den Start. Weitere erfolgreiche Triathletinnen des Vereins sind Christiane Pilz und Ines Estedt. Letztere wurde bei den Weltmeisterschaften 2002 in Nizza zum zweiten Mal nach 1997 Weltmeisterin über die Langstrecke. Seit dem 1. Mai 2019 ist der ehemalige Triathlet Steffen Justus als Trainer bei der Triathlon-Abteilung des SCN tätig.

## Bekannte aktive und ehemalige Athleten
- Lindy Ave (* 1998), Leichtathletin
- Christian Blum (* 1987), Leichtathlet
- Anja Dittmer (* 1975), Triathletin
- Katrin Krabbe (* 1969), Leichtathletin
- Martin Hollstein (* 1987), Kanute
- Stefan Holtz (* 1981), Kanute
- Thomas Zereske (1966–2004), Kanute